# CEFAR
El CEFAR o Centro de Entrenamiento para Futbolistas de Alto Rendimiento se encuentra ubicado en la localidad de San Justo, Provincia de Buenos Aires, Argentina, donde antiguamente estaba situado el predio La Candela, perteneciente al club Boca Juniors.
La institución presidida por el exfutbolista xeneize Coqui Raffo ofrece a profesionales y profesionales en formación la posibilidad de entrenarse física, táctica y técnicamente al nivel que las altas competencias exigen.

## Servicios e instalaciones
Entre otros servicios e instalaciones, el lugar dispone de cuatro canchas de medidas reglamentarias de césped sembrado, una cancha techada de 50 x 30 de césped sintético y una cancha de 30 x 18 de arena. Además, el CEFAR cuenta con un hotel 3 estrellas dentro del predio para jugadores provenientes del interior del país o del exterior, servicios médicos de kinesiología y nutrición, un departamento de fisiología e indumentaria deportiva para el entrenamiento diario.

## ¿Quiénes entrenan en el CEFAR?
Por lo general, los jugadores que entrenan en el centro son aquellos que han quedado libres de sus respectivos clubes, o bien aquellos que han sufrido una lesión y buscan recuperar las condiciones necesarias para participar nuevamente a nivel profesional. Asimismo, muchos planteles realizan pretemporadas en el CEFAR y otros, en su mayoría del exterior, aspiran al perfeccionamiento de sus cualidades, individuales y grupales, para lograr la excelencia deportiva.